# Fly from Here
| 전문가 평가     | 전문가 평가 |
| 총 점수         | 총 점수     |
| 출처            | 점수        |
| --------------- | ----------- |
| AnyDecentMusic? | 5.1/10      |
| 메타크리틱      | 53/100      |
| 평가 점수       |             |
| 출처            | 점수        |
| AllMusic        | [ 3 ]       |
| The A.V. Club   | C           |
| Blurt           | [ 5 ]       |
| Classic Rock    | [ 6 ]       |
| Daily Express   | [ 7 ]       |
| The Guardian    | [ 8 ]       |
| Paste           | 8.2/10      |
| PopMatters      | 6/10        |
| Rolling Stone   | [ 11 ]      |
| Uncut           | [ 12 ]      |

《Fly from Here》는 영국의 프로그레시브 록 밴드 예스의 스무 번째 스튜디오 음반이다. 이 음반은 2011년 6월 22일, 프론티어 레코드에서 발매되었으며, 리드 보컬리스트 브누아 다비드와 키보디스트 올리버 웨이크먼이 참여한 유일한 음반이다. 2001년부터 《Magnification》 (2001년)과의 10년 간격은 현재까지 두 개의 예스 스튜디오 음반 중 가장 긴 간격을 유지하고 있다. 예스는 다비드, 웨이크먼, 베이시스트 크리스 스콰이어, 기타리스트 스티브 하우, 드러머 앨런 화이트로 구성된 4년간의 공백을 깨고 2008년에 재결성되었다. 밴드는 2010년과 2011년 투어 중 《Fly from Here》를 녹음하기 위해 전 예스 프론트맨 트레버 혼을 프로듀서로 영입했다. 웨이크먼이 기여한 곡들이 24분짜리 6부작 〈Fly from Here〉 모음곡으로 확장되기 위해 폐기된 후, 밴드는 그를 전 예스의 키보디스트 제프 다운스로 대체하여 많은 새로운 곡을 공동 작곡했다.
《Fly From Here》는 음악 평론가들로부터 엇갈린 평가를 받으며 영국 음반 차트 30위, 미국 빌보드 200 차트 36위에 올랐다. 예스는 2011년과 2012년에 〈We Can Fly〉의 비디오 발매와 전 세계 투어를 통해 음반을 홍보했으며, 이 기간 동안 다비드는 호흡기 질환에 걸린 후 가수 존 데이비슨으로 교체되었다. 새로운 리드 보컬과 혼과 기악 파트의 믹싱이 특징인 음반의 대안 버전인 《Fly from Here – Return Trip》은 2018년 3월 25일, 밴드의 50주년 투어 중에 발매되었다.

## 배경
2004년 9월, 가수 존 앤더슨, 베이시스트 크리스 스콰이어, 기타리스트 스티브 하우, 키보디스트 릭 웨이크먼, 드러머 앨런 화이트의 예스 라인업이 5년간의 공백기를 시작했다. 2008년 3월까지 밴드의 40주년을 기념하는 Close to the Edge and Back Tour 계획이 진행 중이었다. 웨이크먼은 건강상의 이유로 참가하지 말라는 권고를 받고 아들 올리버 웨이크먼을 대체자로 추천했고, 밴드는 이를 수락했다. 그러나 앤더슨이 천식 발작을 일으켜 호흡 부전 진단을 받은 후 2008년 5월, 모든 계획이 취소되었다. 앤더슨이 회복하는 데 더 많은 시간이 필요한 상황에서 스콰이어, 화이트, 하우는 더 이상 시간을 낭비하지 않기를 바라며 올리버 웨이크먼과 함께 일정을 재조정하는 투어 리허설을 계속했다. 6월, 새로운 가수를 찾는 동안 스콰이어는 예스 커버 밴드 클로즈 투 더 에지를 이끌었던 캐나다 가수 브누아 다비드를 밴드에 초대했다. 스콰이어는 다비드가 유튜브에서 공연하는 영상을 보고 앤더슨과 비슷한 스타일로 노래하는 능력에 깊은 인상을 받은 것을 알게 되었다. 예스는 2008년 11월부터 2010년 12월까지 전 세계 투어를 진행했으며, 이 기간 동안 밴드는 새로운 스튜디오 음반 작업을 시작하기로 합의했으며, 이는 2001년 《Magnification》 이후 처음이다.
예스는 2010년 3월, 애리조나주 피닉스에 머무는 동안 음반 작업을 시작했다. 이 기간 동안 하우, 스콰이어, 웨이크먼의 곡 아이디어는 하우와 웨이크먼이 녹음 엔지니어로서 웨이크먼과 공동 프로듀서로 참여하면서 더욱 발전하기 위해 선택되었다. 웨이크먼은 이 기간 동안 세 사람 사이에 "사랑스러운 통합"의 시기를 회상했지만, 스콰이어는 제작에 더 많은 참여를 원했고 다비드는 밴드 자체 프로듀싱에 대한 결정이 맞는지 확신하지 못했다. 웨이크먼은 1980년 떠나는 앤더슨을 대신해 《Drama》 (1980년)에서 버글스의 파트너인 제프 다운스와 함께 키보드로 노래한 예스의 전 프론트맨 트레버 혼에게 연락해 음반의 타당성을 높이자고 제안했다.

## 곡 목록
| #   | 제목                                                 | 작사·작곡                                                       | 재생 시간 |
| --- | ---------------------------------------------------- | --------------------------------------------------------------- | --------- |
| 1.  | 〈Fly from Here – Overture〉                         | 트레버 혼, 제프 다운스                                          | 1:54      |
| 2.  | 〈Fly from Here, Pt. I: We Can Fly〉                 | 혼, 다운스, 크리스 스콰이어                                     | 6:00      |
| 3.  | 〈Fly from Here, Pt. II: Sad Night at the Airfield〉 | 혼, 다운스                                                      | 6:41      |
| 4.  | 〈Fly from Here, Pt. III: Madman at the Screens〉    | 혼, 다운스                                                      | 5:17      |
| 5.  | 〈Fly from Here, Pt. IV: Bumpy Ride〉                | 스티브 하우                                                     | 2:15      |
| 6.  | 〈Fly from Here, Pt. V: We Can Fly (Reprise)〉       | 혼, 다운스, 스콰이어                                            | 1:40      |
| 7.  | 〈The Man You Always Wanted Me to Be〉               | 스콰이어, 제라드 존슨, 사이먼 세슬러                            | 5:01      |
| 8.  | 〈Life on a Film Set〉                               | 혼, 다운스                                                      | 4:57      |
| 9.  | 〈Hour of Need〉                                     | 하우                                                            | 3:07      |
| 10. | 〈Solitaire〉                                        | 하우                                                            | 3:30      |
| 11. | 〈Into the Storm〉                                   | 스콰이어, 올리버 웨이크먼, 하우, 혼, 브누아 다비드, 앨런 화이트 | 6:49      |